# 19. oktober
19. oktober je 292. dan leta (293. v prestopnih letih) v gregorijanskem koledarju. Ostaja še 73 dni do konca tekočega leta.

## Dogodki
- 202 pr. n. št. – Publij Kornelij Scipion Afriški v bitki pri Zami premaga Hanibala
- 439 – Vandali pod vodstvom kralja Gajzerika zavzamejo Kartagino
- 1466 – v drugem sporazumu iz Torunja Nemški viteški red odstopi Poljski Pomorjansko in del Zahodne Prusije
- 1497 – Vasco da Gama obpluje Rt dobrega upanja
- 1781:
  - v Yorktownu, Virginija, odposlanci britanskega poveljnika Lord Cornwallisa podpišejo predajo in izročijo Cornwallisov meč Georgu Washingtonu in maršalu Francije Jean-Baptiste Donatien de Vimeur, comte de Rochambeau-u: dogodek se pogostokrat napačno navaja glej wk.eng kot konec Ameriške vojne za neodvisnost, ki je v resnici trajala do 1783
  - Jožef II. izda tolerančni patent, s katerim omogoči versko svobodo tudi nekatoliškim kristjanom
- 1812 – Napoleon začne umik iz Moskve
- 1813 – konča se bitka narodov pri Leipzigu
- 1834 – ustanovljena trgovska šola v Ljubljani
- 1845 – prvič uprizorjena Wagnerjeva opera Tannhäuser
- 1914 – nemška križarka Emden zajeme že 13. ladjo trgovske mornarice antante v 24 dneh
- 1934:
  - Tretji rajh izstopi iz Društva narodov
  - Japonska odstopi od washingtonske pomorske pogodbe
- 1939 – Združeno kraljestvo, Francija in Turčija podpišejo medsebojno pogodbo o prijateljstvu
- 1943 – raziskovalci z Rutgers University odkrijejo streptomicin, prvi antibiotik proti tuberkulozi
- 1944:
  - anglo-indijske enote zavzamejo Tiddim na Burmi
  - zavezniško letalstvo v Mariboru bombardira industrijske obrate in most čez Dravo
- 1954 – prvi vzpon na Čo Oju
- 1964 – pri Beogradu strmoglavi letalo Iljušin Il-18 s sovjetsko državno delegacijo
- 1973 – ameriški predsednik Richard Nixon zavrne zahtevo sodišča po predaji posnetkov v aferi Watergate
- 2005 – v Bagdadu se začne sodni proces proti bivšemu predsedniku Iraka Saddamu Husseinu, obtožnica ga dolži dejanj proti človečnosti

## Rojstva
- 1276 – Hisaaki, 8. japonski šogun († 1328)
- 1433 – Marsiglio Ficino, italijanski humanist, filozof, zdravnik († 1499)
- 1605 – sir Thomas Browne, angleški avtor del s področij: medicine, religije, znanosti in ezoterike († 1682)
- 1810 – Cassius Marcellus Clay, ameriški abolicionist († 1903)
- 1822 – Louis-Nicholas Ménard, francoski pisatelj († 1901)
- 1876 – Janko Šlebinger, slovenski književni zgodovinar († 1951)
- 1878 – Franc Grivec, slovenski teološki profesor, duhovnik, zgodovinar, slavist († 1963)
- 1882 – Umberto Boccioni, italijanski slikar, kipar, futurist († 1916)
- 1895 – Lewis Mumford, ameriški urbanistični sociolog († 1990)
- 1899 – Miguel Ángel Asturias, gvatemalski pisatelj, diplomat, nobelovec 1967 († 1974)
- 1901 – Leopold Hari evangeličanski duhovnik, senior († 1980)
- 1907 – Roger Wolfe Kahn, ameriški jazzovski glasbenik († 1962)
- 1910 – Subrahmanyan Chandrasekhar, ameriško indijski fizik, astrofizik, matematik, nobelovec 1983 († 1995)
- 1913 – Vinícius de Moraes, brazilski pesnik, skladatelj († 1980)
- 1913 – Vasco Pratolini, italijanski pisatelj († 1991)
- 1916 – Jean Dausset, francoski zdravnik imunolog, nobelovec 1980 († 2009)
- 1926 – Joel Feinberg, ameriški filozof († 2004)
- 1944 – Peter Tosh, jamajški reggae glasbenik, politični aktivist († 1987)
- 1946 – Philip Pullman, angleški pisatelj, novelist
- 1960 – Nuša Tome, slovenska smučarka,
- 1962 – Evander Holyfield, ameriški boksar
- 1969 – Zanger Rinus, nizozemski glasbenik
- 1981 – Heikki Kovalainen, finski dirkač Formule 1
- 1994 – Matej Mohorič, slovenski cestni kolesar

## Smrti
- 1187 – papež Urban III.
- 1216 – Ivan Brez Zemlje, angleški kralj (* 1166)
- 1287 – Bohemond VII., tripoliški grof (* 1261)
- 1310 – Gottfried von Hohenlohe, 14. veliki mojster vitezov križnikov (* 1265)
- 1335 – Elizabeta Riksa, poljska in češka kraljica (* 1286)
- 1354 – Jusuf I., granadski emir (* 1318)
- 1375 – Cansignorio della Scala, vladar Verone (* 1340)
- 1388 – Giovanni Dondi dell'Orologio, italijanski astronom in urar (* 1318)
- 1609 –  Jacobus Arminius, nizozemski teolog (* 1560)
- 1682 – sir Thomas Browne, angleški avtor del s področij: medicine, religije, znanosti in ezoterike (* 1605)
- 1745 – Jonathan Swift, irsko-angleški pisatelj (* 1667)
- 1770 – Bernardo Antonio Vittone, italijanski arhitekt (* 1702)
- 1837 – Charles Fourier, francoski mislec, predstavnik utopičnega socializma (* 1772)
- 1857 – Johnnie Walker, škotski špecerist, ustanovitelj podjetja Johnnie Walker (* 1805)
- 1867 – sir James South, britanski astronom (* 1785)
- 1897 – George Mortimer Pullman, ameriški izumitelj (* 1831)
- 1906 – Karl Pfizer, nemški kemik (* 1824)
- 1909 – Cesare Lombroso, italijanski zdravnik, antropolog, kriminolog (* 1836)
- 1911 – Eugene Burton Ely, letalski pionir (* 1886)
- 1920 – John Silas Reed, ameriški pesnik, novinar, revolucionar (* 1887)
- 1937 – Ernest Rutherford, novozelandski fizik, nobelovec 1908 (* 1871)
- 1984 – Jerzy Popiełuszko, poljski katoliški duhovnik, pripadnik Solidarnosti (* 1947)
- 1992 – Arthur Wint, jamajški atlet (* 1920)
- 1995 – Don Cherry, ameriški jazz trobentač (* 1936)
- 1999 – Nathalie Sarraute, francoska pisateljica (* 1900)
- 2003 – Alija Izetbegović, bosansko-hercegovski predsednik (* 1925)
- 2004 – Kenneth Eugene Iverson, kanadski matematik, računalnikar (* 1920)
- 2004 – Paul Nitze, ameriški visoki državni predstavnik (* 1907)
- 2007 – Jan Wolkers, nizozemski  skulpturist in slikar (* 1925)
- 2008 – Richard Blackwell, ameriški modni kritik, žurnalist, TV in radio osebnost (* 1922)

## Prazniki in obredi
- Rimski imperij: armilustrium, v čast Marsa, boga vojne
- Niue: dan ustave, v čast neodvisnosti države (samouprava v prosti zvezi z Novo Zelandijo) leta 1974
- Albanija: dan Matere Tereze